# Ligne 59 du tramway de Budapest
Pour les articles homonymes, voir Ligne 59.
La ligne 59 du tramway de Budapest (en hongrois : budapesti 59-es jelzésű villamosvonal) circule entre Szent János kórház et Farkasrét, Márton Áron tér.

## Tracé et stations

### Liste des stations
|  |   |  | Station                     | Correspondances                                                                                        | Arrondissement    | Quartier                  | Desserte                                              |
|  | - |  | --------------------------- | --- | ----------------- | ------------------------- | ----------------------------------------------------- |
|  | o |  | Szent János Kórház          | 56 56A 59B 60 61 22 22A 91 128 129 155 156 222                                                         | 12e arr. 2e arr.  | Krisztinaváros / Pasarét  |                                                       |
|  | • |  | Városmajor                  | 56 56A 59B 60 61 5 22 22A 91 155 156 222                                                               | 12e arr. 2e arr.  | Krisztinaváros / Országút | Városmajor                                            |
|  | • |  | Nyúl utca                   | 56 56A 59B 61 5 91 155 156                                                                             | 12e arr. 2e arr.  | Krisztinaváros / Országút | Városmajor                                            |
|  | o |  | Széll Kálmán tér M          | 4 6 17 56 56A 59A 59B 61 5 16 16A 21 21A 22 22A 39 91 102 116 128 129 139 140 140A 142 149 155 156 222 | 1er arr. 2e arr.  | Víziváros / Országút      | Széll Kálmán tér, Porte de Vienne, Palais de la Poste |
|  | o |  | Déli pályaudvar M Gare MÁV  | 17 56 56A 59A 59B 61 21 21A 39 102 139 140 140A 142                                                    | 1er arr. 12e arr. | Krisztinaváros            |                                                       |
|  | • |  | Kék Golyó utca              | 59A 59B 21 21A 39 102                                                                                  | 12e arr.          | Németvölgy                |                                                       |
|  | • |  | Királyhágó tér              | 59A 59B 102 105 212                                                                                    | 12e arr.          | Németvölgy                |                                                       |
|  | • |  | Kiss János altábornagy utca | 59A 59B 102 105 212                                                                                    | 12e arr.          | Németvölgy                |                                                       |
|  | • |  | Apor Vilmos tér             | 59A 59B 102 105 110 112                                                                                | 12e arr.          | Németvölgy                |                                                       |
|  | • |  | Zólyomi lépcső              | 59A 59B                                                                                                | 12e arr.          | Németvölgy                |                                                       |
|  | • |  | Vas Gereben utca            | 59A 59B                                                                                                | 12e arr.          | Németvölgy                |                                                       |
|  | • |  | Liptó utca                  | 59A 59B                                                                                                | 12e arr.          | Németvölgy / Farkasrét    |                                                       |
|  | • |  | Farkasréti temető           | 59A 59B 8E                                                                                             | 12e arr.          | Németvölgy / Farkasrét    | Cimetière de Farkasrét                                |
|  | • |  | Süveg utca                  | 59A 59B 8E                                                                                             | 12e arr. 11e arr. | Farkasrét / Sasad         |                                                       |
|  | • |  | Márton Áron tér             | 59A 59B 8E 53                                                                                          | 12e arr. 11e arr. | Farkasrét / Sasad         |                                                       |